# L'uomo dal futuro
L'uomo dal futuro (O Homem do Futuro) è un film del 2011 diretto da Cláudio Torres.
È una commedia fantascientifica sul tema del viaggio nel tempo.

## Trama
Brasile, anno 2011: João detto "Zero" è un docente e valido ricercatore della facoltà di fisica presso un'università. Lavora da anni a un acceleratore di particelle per creare una fonte di energia alternativa ed ecologica, aiutato dal collega e amico Otávio detto "Panda". Le sue ricerche però non stanno ancora dando i risultati sperati e gli altissimi costi mettono a rischio il progetto. Sandra, responsabile della parte economica del progetto e uno dei principali investitori (nonché ex compagna di corso), lo mette sotto pressione per avere dei risultati. 
Anche la vita privata di Zero va rotoli: sempre depresso e irritabile,  ha smesso di credere nell'amore dopo la forte delusione da parte di Helena, che lo ha umiliato davanti a tutta l'università dopo averlo ingannato.
Una sera João, saputo che ormai l'università ha deciso di chiudere la sperimentazione, va nel laboratorio per tentare degli ultimi test sull'acceleratore e decide di entrare nel macchinario per monitorare dall'interno il funzionamento, deciso a trovare una soluzione, anche se Panda è preoccupato di una procedura così rischiosa. Zero però rimugina sulla serata che gli ha cambiato la vita in peggio: il 22 novembre 1991, la serata al tempo stesso più bella e più brutta della sua vita. L'acceleratore inizia a dare diversi problemi e dopo un blocco, Zero decide di uscirne, ritrovandosi però nell'anno 1991, proprio la sera della festa studentesca.
L'occasione di cambiare il proprio passato sarà irresistibile, ma nel futuro non tutto andrà come previsto.